# Zdrężno (powiat ełcki)
Zdrężno lub Zdręsno – jezioro w Polsce, położone w województwie warmińsko-mazurskim, w powiecie ełckim, w gminie Ełk.

## Położenie
Jezioro leży na Pojezierzu Mazurskim, w mezoregionie Pojezierza Ełckiego, w dorzeczu Płociczanka–Ełk–Biebrza–Narew–Wisła. Znajduje się około 8 km w kierunku północnym od Ełku. Nad północnym brzegiem położona jest wieś Przytuły, a nad południowym Płociczno. Przez jezioro przepływa ciek wodny o nazwie Dopływ z jez. Przytulskiego, który łączy zbiornik wodny z Jeziorem Przytulskim oraz z jeziorem Płociczno. W najbliższym otoczeniu znajdują się pastwiska, łąki i nieużytki.
Linia brzegowa akwenu jest słabo rozwinięta, brzegi miejscami są strome.
Zgodnie z typologią abiotyczną zbiornik wodny został sklasyfikowany jako jezioro o wysokiej zawartości wapnia, o dużym wypływie zlewni, stratyfikowane, leżące na obszarze Nizin Wschodniobałtycko-Białoruskich (6a).
Jezioro leży na terenie obwodu rybackiego jeziora Zdręsno w zlewni rzeki Ełk – nr 27.

## Morfometria
Według danych Instytutu Rybactwa Śródlądowego powierzchnia zwierciadła wody jeziora wynosi 75,4 ha. Średnia głębokość zbiornika wodnego to 7,8 m, a maksymalna – 17,7 m. Lustro wody znajduje się na wysokości 127,3 m n.p.m. Objętość jeziora wynosi 5 872,9 tys. m³. Zgodnie z badaniem z 1998 roku przyznano akwenowi II klasę czystości. Maksymalna długość jeziora to 2500 m a szerokość 475 m. Długość linii brzegowej wynosi 6 300 m.
Inne dane uzyskano natomiast poprzez planimetrię jeziora na mapach w skali 1:50 000 według Państwowego Układu Współrzędnych 1965, zgodnie z poziomem odniesienia Kronsztadt. Otrzymana w ten sposób powierzchnia zbiornika wodnego to 77,5 ha, a wysokość bezwzględna lustra wody – 126,9 m n.p.m.

## Przyroda
Jezioro określane jako sielawowe. Spotkać tu można także liny, okonie szczupaki i leszcze. Wśród roślinności zanurzonej – ramienice, rogatek, jaskier krążkolistny i rdestnice. Wokół brzegów roślinność skąpa z uwagi na strome stoki ławicy. Dominuje trzcina, pałka wąskolistna i skrzypy.